# San Gabriel (paroisse civile)
Pour les articles homonymes, voir San Gabriel.
San Gabriel est l'une des sept paroisses civiles de la municipalité de Miranda dans l'État de Falcón au Venezuela. Sa part urbaine correspond aux quartiers du nord-est de sa capitale Coro, chef-lieu de la municipalité et capitale de l'État.

## Géographie

### Relief
La paroisse civile, située au bord de l'océan Atlantique, est peu marquée par le relief. Reliée à la péninsule de Paraguana par un isthme sableux où se trouve le parc national Los Médanos de Coro couvrant toute la partie septentrionale du territoire paroissial. Seul le cerro Paguara culminant à 22 mètres d'altitude émerge de l'ensemble ainsi que les « dunes » séparant la partie sud de l'isthme et la ville de Coro, les médanos de Coro (« dunes de Coro », en français).

### Démographie
Hormis les quartiers nord-est de la capitale Coro, chef-lieu de la municipalité et capitale de l'État de Falcón, la paroisse civile abrite plusieurs localités dont :
- Coro (quartiers nord-est)
  - San José
  - Santa Elena
  - Urbanización Independencia
  - Urbanización Urupagua
- Médanos de Coro